# 아라시 보르하니
아라시 보르하니(페르시아어: آرش برهانی, Arash Borhani, 1983년 9월 14일~)는 이란의 축구 선수, 축구 지도자로 선수 시절 포지션은 공격수이다. 현재 에스테글랄 FC의 수석 코치 겸 에스테글랄 B팀의 감독을 맡고 있다. 

## 선수 경력

### 클럽 경력
파스의 유소년 팀을 거쳐 2002년 1군 무대에 데뷔하였다. 데뷔 시즌인 2002-03 시즌 마지막 경기에서 해트트릭을 기록하며 18경기 출전 4골로 시즌을 마감하였다.
2006년 여름 아랍에미리트의 알나스르로 이적하여 반 시즌 활약한 후 전 소속팀 파스로 임대 이적하며 복귀하였다.
2007년 여름 RE 무스크롱, 비토리아 FC, 데니즐리스포르 등 유럽 클럽들과 링크되었으나 최종적으로는 자국의 강호 에스테글랄로 이적하였다. 2008-09 시즌엔 리그 30경기에 출전하여 20골을 기록하며 리그 득점왕에 올랐다. 2013년 1월 14일 메스 케르만과의 경기에서의 골로 에스테글랄 역사상 가장 많은 골을 넣은 선수가 되었다. 2014년 2월 9일엔 에스테글랄 소속으로 100번째 골을 기록하였다.

### 국가대표 경력
이란 U-23 대표팀에 소집되어 2004년 아테네 올림픽 아시아 지역 예선에 출전하였다.
2003년 이란 성인 대표팀에도 소집되어 데뷔전을 치렀다. 2004년엔 WAFF 서아시아 챔피언십에 출전하여 4골을 기록하였으며 2006년 월드컵 아시아 지역 예선에서도 각각 카타르와 라오스를 상대로 1골씩을 기록하며 이란의 월드컵 본선 진출을 도왔다. 이후 본선 대회에 출전할 최종 명단에도 포함되었다. 2006 월드컵을 개막을 앞두 5월 29일에 가진 크로아티아와의 친선 경기에서 득점을 기록하였다. 본 대회에선 조별 라운드 2경기에 출전하였다.
2006년 11월엔 아시안 게임에 출전하여 팀 내 최다 득점인 4골을 기록하였고 대한민국과의 3,4위전에도 출전하여 팀의 승리에 공헌하며 동메달을 목에 걸었다.